# Hoplophryne
Hoplophryne es un género de ranas de la familia Microhylidae. Se distribuyen por Tanzania.

## Especies
Se reconocen las dos siguientes según ASW:
- Hoplophryne rogersi Barbour & Loveridge, 1928
- Hoplophryne uluguruensis Barbour & Loveridge, 1928